# James Thomas Sadler
James Thomas Sadler, también apellidado Saddler de conformidad con algunas fuentes, fue un marino mercante inglés que oficiaba indistintamente de maquinista o de fogonero. Contaba con cincuenta y tres años cuando asesinaron a la prostituta Frances Coles en 1891. Acusado de perpetrar ese homicidio lo pusieron bajo arresto, y una turba estuvo a punto de lincharlo a la salida de la comisaría. Finalmente devino sobreseído por la justicia al esgrimir sólida coartada, y obtuvo una indemnización a cargo de un periódico que lo había tildado de ser Jack el Destripador.

## James Thomas Sadler y el asesinato de Frances Coles
Cuando próximo a las 5 de la madrugada del 13 de febrero de 1891, en el barrio de Shallow Garden, se localizó el mutilado cadáver de una joven de veintiséis años, la policía emprendió una extensa búsqueda que concluyó con la detención del novio de la víctima. La chica se llamaba Frances Coles y era una conocida prostituta. Su compañero de ocasión resultó ser un varón bastante mayor que ella, pues cifraba cincuenta y tres años. Su nombre era James Thomas Sadler, y se desempeñaba de maquinista y fogonero naval.
Su comportamiento durante la madrugada del crimen lo convirtió en sospechoso. Había ido con la chica a la casa de huéspedes en que ésta residía, siendo visto por primera vez por el casero. El hombre vestía con desaliño y sus facciones estaban desencajadas. El compañero de la arrendataria se retiró poco después de la 1:30 de la mañana e, instantes más tarde, la joven salió sola encaminándose hacia el barrio de Shallow Gardens, donde sería hallada agonizante por el agente de la Policía Metropolitana Ernest William Thompson.
Aquel sujeto retornó de improviso a la pensión, próximo a las 3 de esa madrugada, y se lo veía más maltrecho aún que en la ocasión anterior. Profusas manchas de sangre salpicaban sus ropas y se mostraba muy alterado. Le contó al arrendador que unos rufianes lo agredieron y le despojaron de su reloj de oro. Pese a su resistencia, soportó una dura golpiza. Le pidió al dueño que le permitiese pernoctar allí, pero este receló de la veracidad del relato y se negó a alojarlo sugiriéndole, en cambio, que se dirigiera al London Hospital de Whitechapel a curar sus heridas.
Una vez que al día siguiente el casero supo que su inquilina había sido asesinada, se convenció de que ese individuo era el culpable y lo denunció frente a la policía, la cual rápidamente lo apresó conduciéndolo a la estación sita en la calle Leman.
En el barrio corrió la voz de que aquel encarcelado, además de ser el victimario de Coles, era el odiado Jack el Destripador. Pronto la comisaría de la calle Leman fue asediada por una rabiosa multitud. Por razones de seguridad los agentes sacaron a su presa por una puerta lateral, pero los sitiadores advirtieron el truco y, al grito de “Asesino”, convergieron con aviesas intenciones de linchamiento. Los policías se vieron forzados a blandir sus porras contra las cabezas de los enardecidos vecinos para salvarle la vida al detenido, el cual, aparte de insultos y amenazas, no pudo evitar recibir varios puñetazos en su rostro que, una vez más, lo dejaron ensangrentado.

## La actuación judicial y la investigación policial
Al ser interrogado, el indagado admitió haber acompañado a la fémina en la tarde del 11 de febrero de 1891; vale significar, el mismo día en que lo despidieron de una de las embarcaciones donde incidentalmente laboraba. Contó que la había conocido dieciocho meses atrás mientras gozaba de permiso. A partir de entonces salió varias veces con ella. En la víspera del óbito, el 12 de febrero, la pareja dedicó su tiempo a beber de taberna en taberna y, cuando se separaron, ella compró un sombrero y él resultó víctima de un atraco. James Thomas Sadler insistió en que dejó a Frances Coles en su pensión cerca de las 2 de la mañana, y que ya no la volvió a ver. 
El juez actuante ordenó recluir al sospechoso en la prisión de Holloway. Al poco tiempo circularon versiones muy perjudiciales en su contra, donde se daba por descontada su responsabilidad en la muerte de la muchacha, y se añadía que, sin duda, el prisionero era Jack el Destripador. Tan torpe devino esta campaña difamatoria que el ministro del Interior inglés lamentó ante el Parlamento que los periódicos buscasen satisfacer de manera tan sensacionalista la curiosidad del público. 
El apresado, a su vez, proclamaba con énfasis su inocencia, y uno de los diarios recogió su queja: “¡Qué bendición será mi caso para la policía! – exclamó; al tiempo que con ironía argumentaba: –Solucionarían así todos los crímenes no resueltos  si sólo pudieran enviarme, por más inocente que yo sea, al patíbulo”.
Harry Wilson, abogado contratado por el gremio de los fogoneros al cual pertenecía el marino, lo defendió con destreza. Demostró la veracidad de los ataques callejeros sufridos aquella noche por su cliente, y logró que capitanes de barcos bajo cuyas órdenes trabajó proporcionasen buenas referencias de él ante el tribunal. Finalmente, se lo sobreseyó de esa causa debido a ausencia de pruebas.
La policía también investigó los movimientos de Sadler durante los crímenes de Jack el Destripador. Por ejemplo, se comprobó que desde el 16 al 20 de julio de 1889 no estaba en la zona donde ultimaron a Alice McKenzie, el 17 de julio de aquel año, dado que laboró hasta el 20 de julio dentro del barco S.S. Fez atracado en el puerto de Chatham, en Londres. Tal comprobación lo eliminó como eventual matador de aquella mujer. Así lo atestiguó el Capitán Donald Cameron bajo cuyas órdenes revistaba el sospechoso. Este dato consta en el reporte del C.I.D (Departamento de Investigación Criminal) de Scotland Yard elaborado el 3 de marzo de 1891 por el propio inspector Henry Moore y el superintendente Thomas Arnold. Concluye ese informe resaltando que tras la exoneración del detenido no hay otras personas indagadas en conexión con el homicidio de Frances Coles.

## Acusaciones de la prensa
Una vez libre el acusado, los medios ya no podían seguir proclamando su culpa, pero no por ello cejaron en invocar a Jack the Ripper. Así por ejemplo, el Spectator sentenció : “No cabe la menor duda de que por fuertes que fueran las sospechas Sadler no mató a la mujer; y es más que posible, probable, que quien la mató fuese Jack el Destripador, el apodo que el pueblo ha dado al asesino sistemático de prostitutas de Whitechapel”.
Igualmente se especuló –más por el periodismo que por los detectives– que  testigos de los crímenes habrían identificado al fogonero. Según anunció el Daily Telegraph, Joseph Lawende pudo haber aludido a Sadler cuando describió al acompañante de Catherine Eddowes en la plaza Mitre durante la madrugada del 30 de septiembre de 1888. Asimismo se dijo que él podría haber sido el sujeto sorprendido por Israel Schwart previo al asesinato de Elizabeth Stride. Y tampoco descartaron que el jerarca Robert Anderson en verdad lo acusase a él, y que mencionara por error que el sospechoso principal era de origen judío.
Los reporteros no dejaron en paz al marino ni siquiera luego de que fuera dejado en libertad. Se le preguntó si había participado en las otras muertes de Whitechapel, a lo cual respondió que se lo había acusado falsamente. No estuvo nunca en los lugares de los asesinatos. Según cada caso, o se hallaba embarcado, o se encontraba en Londres lejos de donde acaecieron los decesos (nota editada por el East London Observer el 28 de marzo de 1891). El periodista Joseph Hall Richardson del Daily Telegraph, informó sobre el intento de identificación de Sadler como culpable de los asesinatos del Destripador, en su libro de memorias titulado From the City to Fleet Street.
Allí narra que cuando ultimaron a Frances Coles se dio por sentada la culpabilidad de su amante por cierta prensa con “demasiada rapidez”, pero los detectives tenían dudas al respecto y se valieron del propio Richardson y de otro reportero. Les pidieron que efectuaran indagaciones en el puerto de Chatham –ya habían detenido a Sadler– a fin de que sonsacar información a la esposa o concubina de este. Los periodistas entrevistaron a la mujer del fogonero, a la cual Richardson describe como “una arpía que sin medir sus palabras delató al hombre”.
Luego, siempre siguiendo instrucciones policiales, los reporteros practicaron pesquisas en el Centro de Comercio Naval de Londres y en las Oficinas del Ministerio de Comercio, a fin de verificar si al tiempo de las tropelías de Jack the Ripper el marinero estaba o no embarcado. Examinaron registros y cotejaron fechas, quedando acreditado que cada vez que hubo un crimen el acusado “fichó” en alguna embarcación uno o dos días antes del respectivo homicidio.
Richardson habría terminado simpatizando y haciendo amistad con Sadler. Cuenta que el periódico Star (adversario del Daily Telegraph para el cual él trabajaba) lo acusó en falso, y que el difamado le entabló y le ganó un pleito a aquel medio de prensa. Para festejar el éxito se celebró un brindis con abundante licor en las oficinas del diario de Richardson. Sadler no demoró en emborracharse, y al preguntársele donde guardaba el dinero cobrado al Star, les confió que lo escondía bajo su gorra. Lo persuadieron que por seguridad era mejor poner esa suma dentro de la caja fuerte del periódico, a lo cual el fogonero accedió. Sin embargo al rato, cada vez más embriagado, se tornó belicoso y exigió que le devolvieran su dinero alegando que no quería ser estafado. Al día entrante concurrió al despacho de su abogado a fin de darle el porcentaje que a aquel le correspondía de la indemnización percibida. El curial en ese momento mantenía una reunión con una persona que proyectaba transportar a Sudamérica un contrabando de armas, aprovechando que entonces dos repúblicas estaban en guerra.
Al enterarse el comerciante que aquel otro cliente era fogonero, le ofreció ese puesto, ante lo cual terció el abogado sugiriéndole a Sadler que no lo aceptara, dado que se trataba de “un juego peligroso”. El marino hizo caso omiso del prudente consejo, y dirigiéndose al comerciante le anunció: “Yo le haré de fogonero, jefe”. Al día siguiente partió en el barco del contrabandista rumbo al Caribe, resultando este el último dato cierto que se posee acerca de su paradero.
Lo antedicho, a pesar de que estudios modernos registran a dos personas llamadas James Sadler fallecidas en Inglaterra por los años 1906 y 1910, respectivamente.